# Огам
О̀гам (на ирландски: Ogham) се нарича азбуката, използвана от келтските племена в Уелс, Ирландия и Шотландия през 4–10 век.
Според ирландската митология бог Огма изобретил огамическата писменост с намерението да кодира и изрази мъдростта на природата. Тя е келтският еквивалент на руните.

Съдържа двайсет основни букви, рисувани с напречно пресечени резки. По-късно били прибавени още пет допълнителни букви. Имената на буквите са наречени на горски дървета и затова често огам е наричана азбука на дърветата. Изобразена върху тисова клонка, всяка буква има съответствия и свързани с нея пророчески значения.